# Copa del Món de ciclisme de 2002
La Copa del Món de ciclisme de 2002 fou la 14a edició de la Copa del Món de ciclisme. Va estar formada per 10 curses disputades entre març i octubre de 2002 i fou guanyada per l'italià Paolo Bettini.

## Calendari
| Data         | Cursa                     | País          | Vencedor               | Equip del vencedor |
| ------------ | ------------------------- | ------------- | ---------------------- | ------------------ |
| 23 de març   | Milà-Sanremo              | Itàlia        | Mario Cipollini (ITA)  | Acqua & Sapone     |
| 7 d'abril    | Tour de Flandes           | Bèlgica       | Andrea Tafi (ITA)      | Mapei-Quick Step   |
| 14 d'abril   | París-Roubaix             | França        | Johan Museeuw (BEL)    | Domo-Farm Frites   |
| 21 d'abril   | Lieja-Bastogne-Lieja      | Bèlgica       | Paolo Bettini (ITA)    | Mapei-Quick Step   |
| 28 d'abril   | Amstel Gold Race          | Països Baixos | Michele Bartoli (ITA)  | Fassa Bortolo      |
| 4 d'agost    | HEW Cyclassics            | Alemanya      | Johan Museeuw (BEL)    | Domo-Farm Frites   |
| 10 d'agost   | Clàssica de Sant Sebastià | Espanya       | Laurent Jalabert (FRA) | Team CSC           |
| 18 d'agost   | Campionat de Zuric        | Suïssa        | Dario Frigo (ITA)      | Tacconi Sport      |
| 6 d'octubre  | París-Tours               | França        | Jakob Piil (DEN)       | Team CSC           |
| 19 d'octubre | Giro de Llombardia        | Itàlia        | Michele Bartoli (ITA)  | Fassa Bortolo      |

## Classificacions finals

### Classificació individual
| Pos. | Ciclista                | Equip             | Punts |
| ---- | ----------------------- | ----------------- | ----- |
| 1    | Paolo Bettini (ITA)     | Mapei-Quick Step  | 279   |
| 2    | Johan Museeuw (BEL)     | Domo-Farm Frites  | 270   |
| 3    | Michele Bartoli (ITA)   | Fassa Bortolo     | 242   |
| 4    | Igor Astarloa (ESP)     | Saeco             | 183   |
| 5    | Davide Rebellin (ITA)   | Team Gerolsteiner | 179   |
| 6    | Dario Frigo (ITA)       | Tacconi Sport     | 156   |
| 7    | George Hincapie (USA)   | US Postal Service | 124   |
| 8    | Peter Van Petegem (BEL) | Lotto-Adecco      | 121   |
| 9    | Óscar Freire (ESP)      | Mapei-Quick Step  | 111   |
| 10   | Jo Planckaert (BEL)     | Cofidis           | 107   |

### Classificació per equips
| Pos. | Equip            | Punts |
| ---- | ---------------- | ----- |
| 1    | Mapei-Quick Step | 71    |
| 2    | Fassa Bortolo    | 51    |
| 3    | Saeco            | 49    |
| 4    | Domo-Farm Frites | 45    |
| 5    | Lotto-Adecco     | 39    |
| 6    | Cofidis          | 36    |
| 7    | Rabobank         | 31    |
| 8    | Team CSC         | 28    |
| 9    | Lampre-Daikin    | 28    |
| 10   | Team Telekom     | 25    |